# سلیم سیسه
سلیم سیسه (انگلیسی: Salim Cissé؛ زادهٔ ۲۴ دسامبر ۱۹۹۲) بازیکن فوتبال اهل گینه است.
از باشگاه‌هایی که در آن بازی کرده است می‌توان به باشگاه فوتبال اسپورتینگ سی‌پی بی، باشگاه فوتبال اروکا، باشگاه فوتبال ویتوریا ستوبال، باشگاه فوتبال اسپورتینگ، باشگاه فوتبال آکادمیکا، و باشگاه فوتبال اتلتیکو آرتزو اشاره کرد.
وی همچنین در تیم ملی فوتبال گینه بازی کرده است.